# サンキュー・フォー・ザ・ミュージック〜10周年感謝の野音と全国制覇!〜
『サンキュー・フォー・ザ・ミュージック〜10周年感謝の野音と全国制覇!〜』（サンキュー・フォー・ザ・ミュージック じっしゅうねんかんしゃのやおんとぜんこくせいは）は、175Rのライブビデオ。

## 収録曲

### DISC1
1. opening -All roads lead to 175R- 〜お前はスゲぇよ!
2. ハッピーライフ
3. GLORY DAYS
4. 君に溢れるこの世界
5. 春風〈アコースティックVer.〉
ゲスト・藤田大吾〈alüto〉（ボーカル）
6. 和〈アコースティックVer.〉
ゲスト・藤田大吾
7. ORANGE
ゲスト・MCU（MC）
8. 一番星
9. 夢で逢えたなら…
10. BAN! BAN! BANG!
11. SAKURA
12. スタートライン
13. 空に唄えば
14. サンキュー・フォー・ザ・ミュージック

特典映像
- 感謝の野音!「スタートライン」ビジョン映像
- 感謝の野音!"オープニング"ビジョン映像
- 感謝の野音!スペシャルダイジェスト

### DISC2
- '07-'08 全都道府県ツアー「サンキュー・フォー・ザ・ミュージック」ドキュメンタリー
- 2007.11.17 SHIBUYA AX from '07-'08 全都道府県ツアー「サンキュー・フォー・ザ・ミュージック」
  1. opening -All roads lead to 175R- 〜YOUR SONG
  2. 雨のち君
ゲスト・甲斐名都（ボーカル）
  3. 「手紙」
  4. Thank you Medley（旅人〜Freedom〜BAN!BAN!BANG!〜P.R.P〜Party）
  5. SAKURA
  6. 和
  7. サンキュー・フォー・ザ・ミュージック
- ISAKICK'S PHOTO